# Szodorai István
Szodorai István (1918–1970) a Rákosi Mátyás Vas- és Fémművek (1956-tól Csepel Vas- és Fémművek) esztergályosa, sztahanovista.

## Élete
1953-ban megkapta a Kossuth-díj bronz fokozatát, az indoklás szerint „gyorsforgácsolásban elért kiváló eredményéért, amellyel elérte, hogy 1952-ben havi átlagteljesítménye 348 százalék volt, és jelenleg [1953 márciusában] az 1954. évi tervének II. negyedévét kezdte el”. Munkája során a Bikov-féle gyorsvágási és a Koleszov-féle szélesvágási eljárást alkalmazta.
Szodorai részt vett a sztahanovista mozgalomban. Kiemelték, 1948 és 1953 között a Szabad Nép című napilap munkaversennyel kapcsolatos cikkeiben 33 alkalommal szerepelt.